# Mariska Aldrich
Pour les articles homonymes, voir Aldrich.
Mariska Aldrich, née Horvath, le 27 mars 1881 à Boston et morte le 28 septembre 1965 à Los Angeles, est une chanteuse et actrice américaine.

## Biographie
Elle est issue d'un famille d'origine polonaise émigrée aux Etats-Unis. Elle étudie la musique aux Etats-Unis, à Londres et Paris. Elle est l'élève d'Alfred Giraudet de 1906 à 1909 et de George Henschel.
Engagée par Oscar Hammerstein, elle fait ses débuts au Manhattan Opera House à New York en 1908, dans le rôle du page dans Les Huguenots. Elle chante avec le Manhattan Opera House de 1909 à 1913.
Elle est engagée au Metropolitan Opera en 1910 où elle interprète les rôles d'Azucena dans Il trovatore, de Fricka dans L'Or du Rhin, de Lola dans Cavalleria rusticana, de Naoia dans Iolan Or, the Pipe of Desire de Frederick Converse, et Vénus dans Tannhäuser.
Sa voix passe de contralto à soprano dramatique alors qu'elle est en Europe. Elle chante le rôle de Brunnhilde à Bayreuth en 1914. Elle apparait à Broadway en 1924 dans The Miracle, de Max Reinhardt, au Century Theatre.
Elle décède en 1965 et est incinérée au crématoire du comté de Los Angeles le 6 octobre 1965. Ses cendres sont enterrées à Forest Lawn à Hollywood Hills.

## Filmographie
- 1934 : Lady by Choice (en), film de David Burton, Lucretia.
- 1936 : Le Roman de Marguerite Gautier (Camille), film de George Cukor, amie de Camille.
- 1939 : The Women, film de George Cukor, professeur de chant.
- 1941 : Whistling in the Dark (film, 1941), film de S. Sylvan Simon, Hilda.

## Vie privée
Elle épouse J. Frank Aldrich (en), ancien représentant au congrès pour l'Illinois. Ils divorcent en 1915.